# Ломакина, Наталия Борисовна
Наталия Борисовна Ломакина (1905-1972) — советский зоолог, карцинолог и гидробиолог, специалист по  кумовым ракам, эвфаузиевым и амфиподам.

## Биография
Родилась 20 октября 1905 года. В 1931 году окончила Ленинградский государственный университет. С 1940 года до конца жизни работала в Зоологическом институте АН СССР (РАН). В 1950 году защитила кандидатскую диссертацию «Систематика родов Gammaracanthus и Pontopoeia в связи с вопросом о происхождении ледниковых реликтов фауны СССР». Дала первое и единственное монографическое описание фауны кумовых раков морей СССР. Описала около 40 новых для науки видов и новый род Pavlovskeola Lomakina, 1955. Автор и соавтор более 50 научных работ, включая две монографии.

## Виды, названные в честь Н.Б. Ломакиной
- Lamprops lomakinae Tsareva & Vassilenko, 1993
- Makrokylindrus lomakinae Bacescu, 1962

## Избранные труды
- Ломакина Н.Б. Кумовые раки (Cumacea) морей СССР (Определители по фауне СССР, издаваемые Зоологическим институтом АН СССР. Т. 66). М.–Л.: Наука, 1958. 303 с.
- Ломакина Н.Б. Эуфаузииды Мирового океана (Euphausiacea) (Определители по фауне СССР, изд. ЗИН АН СССР. Т.118). М.–Л.: Наука, 1978. 223 с.